# Årø
Årø, äldre stavning Aarø, är en liten ö i Lilla Bält i Danmark, skild från fastlandet genom Årøsund (Aarøsund), belägen öster om Haderslev vid Haderslevsfjordens mynning cirka 1,5 kilometer utanför fastlandet. Ön har en yta på 5,66 km² och en befolkning på 144 invånare (2020).
Orten på ön är belägen på en höjd nära hamnen.

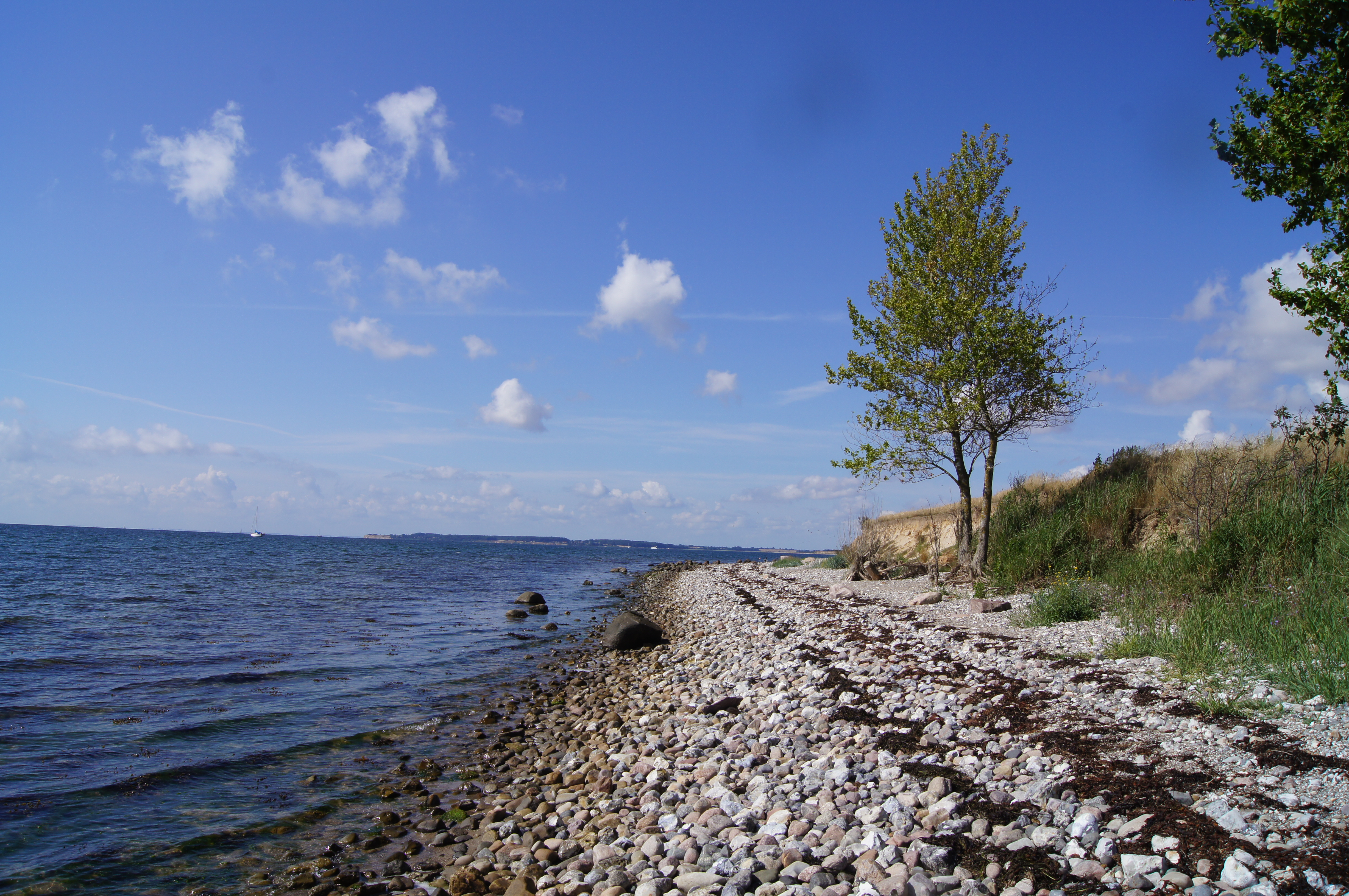
Södra stranden på Årø.

Ön var Tysklands nordligaste fram till folkomröstningen om Slesvig år 1920; från 1864 fram till 1920 förekom smuggling mellan Årø och Danmark.